# Godthåbhallen
Le Godthåbhallen est un stade de handball situé à Nuuk, capitale du Groenland, dans le centre-ville, à environ 400 mètres du stade de football. Il est utilisé par l'Équipe du Groenland de handball masculin, et a une capacité d'environ 1 000 places.
Juste à côté du stade, se trouve une patinoire de hockey sur glace.